# الجلود (اللواثة الغربية)
الجلود هو دُوَّار يقع بجماعة الويدان، عمالة مراكش، جهة مراكش آسفي في المملكة المغربية. ينتمي الدوّار لمشيخة اللواثة الغربية التي تضم 15 دوار. يقدر عدد سكانه بـ 99 نسمة حسب الإحصاء الرسمي للسكان والسكنى لسنة 2004.

## روابط خارجية
- البوابة الوطنية للجماعات الترابية
- المندوبية السامية للتخطيط